# Synagoge (Geistingen)

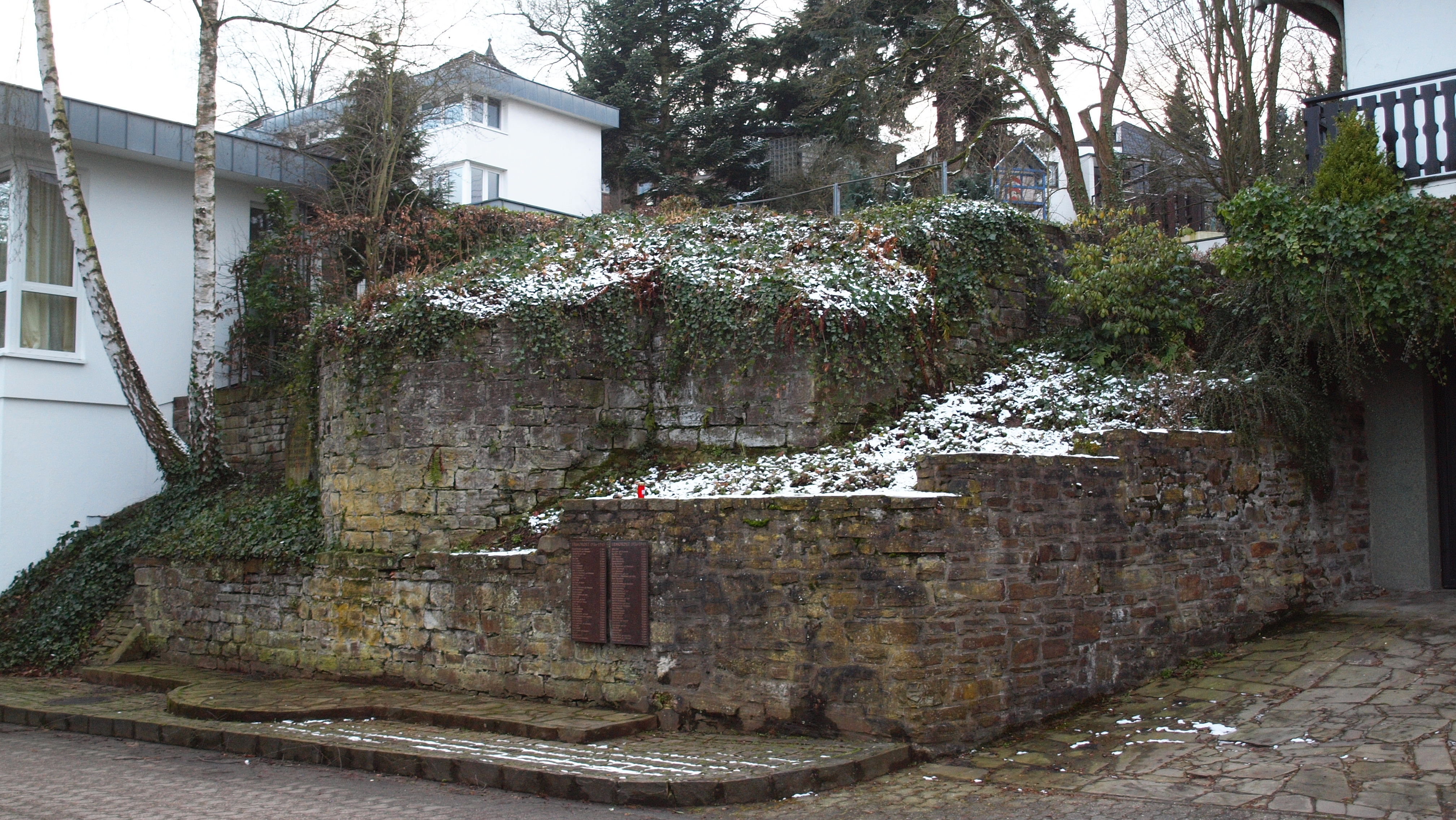
Ruine der Synagoge in Geistingen (2015)

Die Synagoge in Geistingen, einem Stadtteil von Hennef im Rhein-Sieg-Kreis in Nordrhein-Westfalen, wurde 1862 errichtet und im November 1938 zerstört. Die Ruine der ehemaligen Synagoge an der Sövener Straße ist ein geschütztes Baudenkmal. 
Das Bauwerk wurde 1912 renoviert und beim Novemberpogrom am 10. November 1938 bis auf die Grundmauern niedergebrannt.

## Gedenkstätte
Die Ruine der Synagoge blieb teilweise erhalten und ist heute in eine Gedenkstätte integriert, die an die Geschichte der jüdischen Gemeinde Geistingen erinnert.